# 捷恩斯GV80
捷恩斯GV80（英語：Genesis GV80）是韓國現代汽車旗下豪華汽車品牌捷恩斯汽車所生產的中型豪華跨界休旅車。

## 召回
2020年6月，因為碳積累導致引擎顫動問題，捷恩斯暫停柴油版GV80的交付。同年9月，8,783輛GV80因為引擎失速問題被召回。

## 圖片集

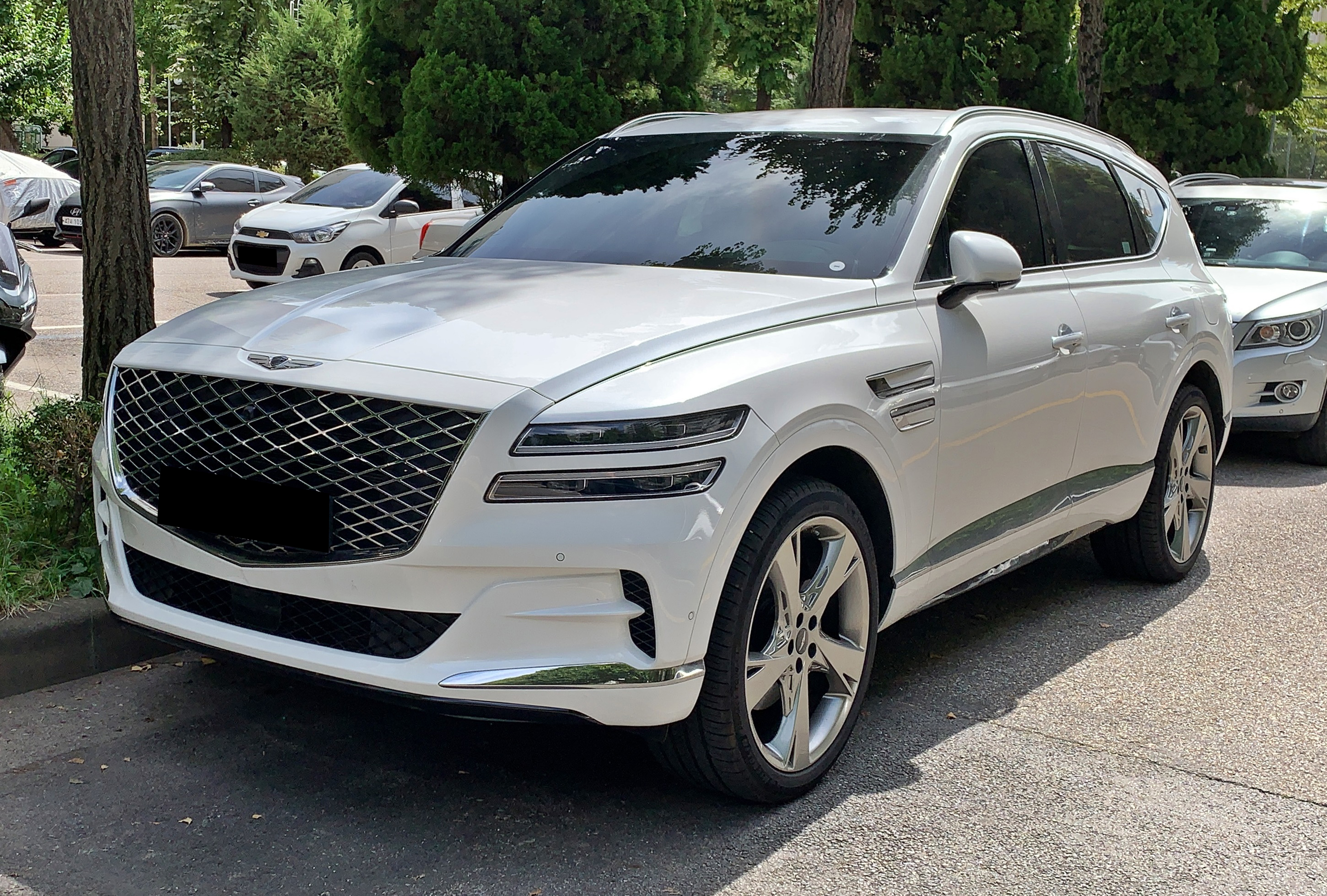
車頭
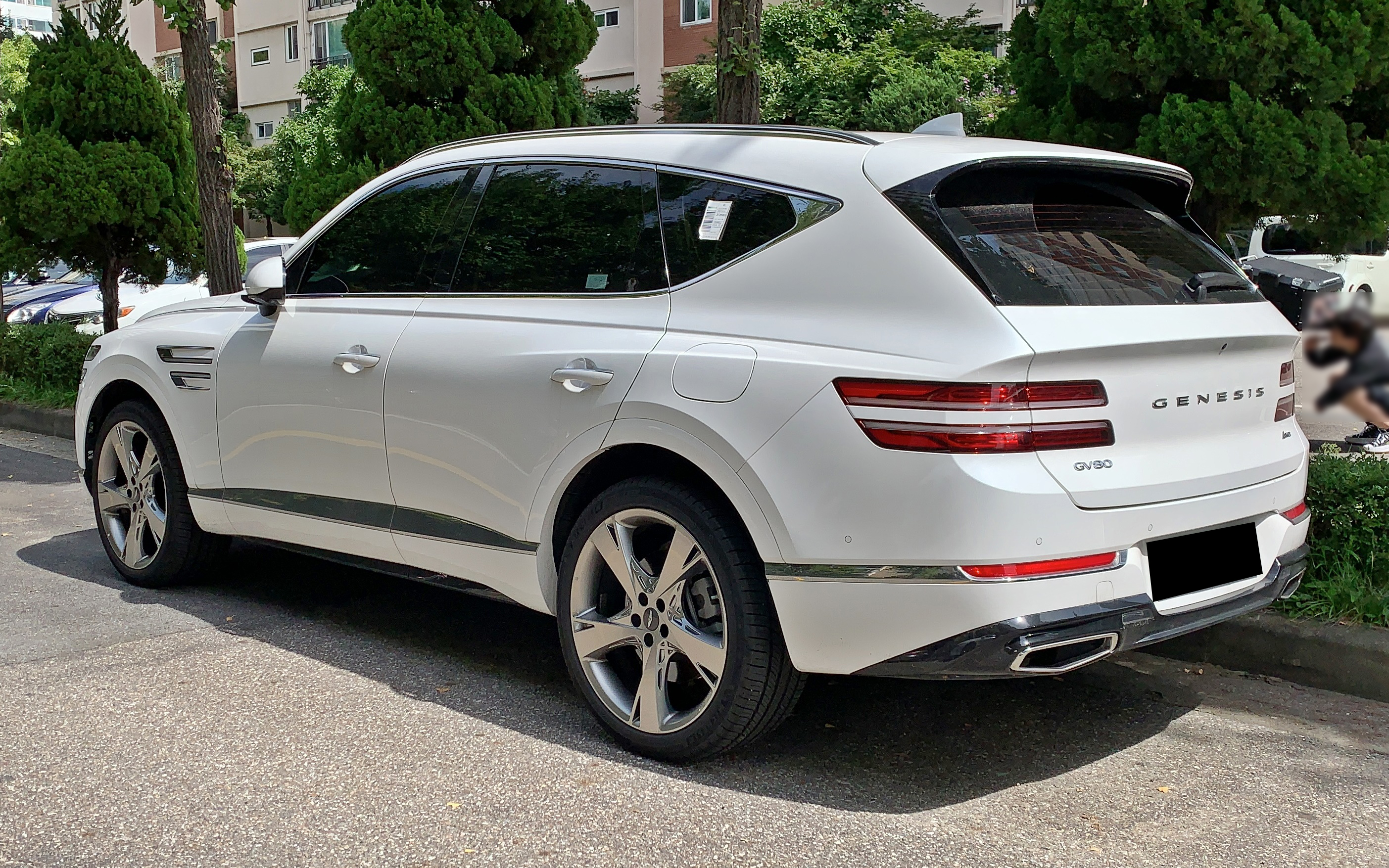
車側
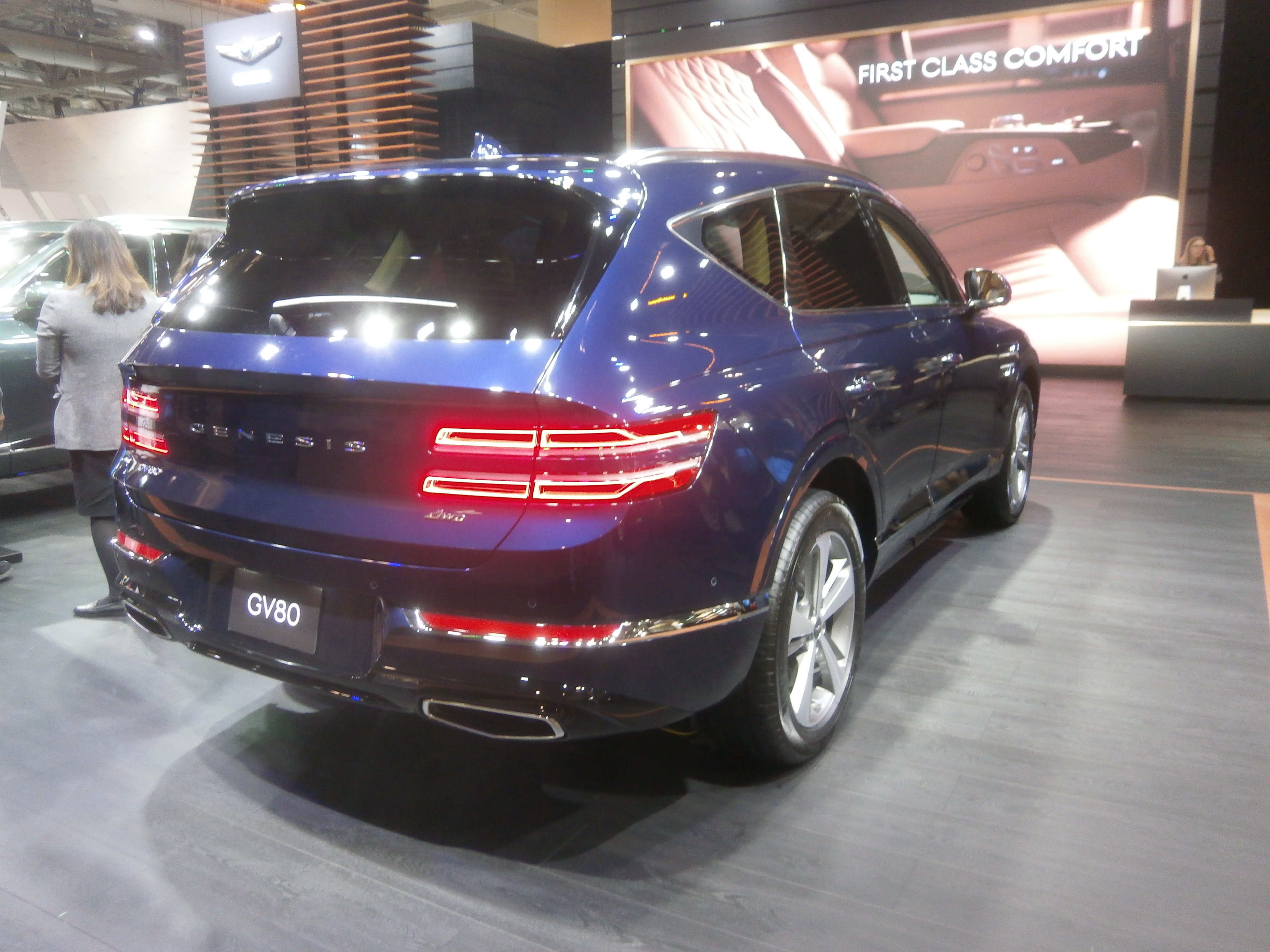
車尾